# Štip
Štip (makedonska: Штип [ʃtip] lyssna (fil)) är en stad i kommunen Štip i östra Nordmakedonien. Staden hade 42 000 invånare vid folkräkningen år 2021.
Staden omges av berg och de två floderna Bregalnica och Otinja flyter genom Štip.
Av invånarna i Štip är 86,32 % makedonier, 6,06 % romer, 3,67 % valaker, 2,70 % turkar och 0,43 % serber (2021).